# Гологану
Гологану (рум. Gologanu) — комуна у повіті Вранча в Румунії. До складу комуни входить єдине село Гологану.
Комуна розташована на відстані 159 км на північний схід від Бухареста, 11 км на південний схід від Фокшан, 63 км на захід від Галаца, 128 км на схід від Брашова.

## Населення
У 2009 року у комуні проживали 3355 осіб.

## Зовнішні посилання
- Дані про комуну Гологану на сайті Ghidul Primăriilor [Архівовано 24 листопада 2009 у Wayback Machine.]